# Bačkov
Bačkov (německy Batschkow) je obec v okrese Havlíčkův Brod v Kraji Vysočina. Leží asi 10 km severovýchodně od Světlé nad Sázavou, 17 kilometrů severozápadně od Havlíčkova Brodu, 39 kilometrů severně od Jihlavy a 85 kilometrů jihovýchodně od Prahy. Žije zde 118 obyvatel.

## Název
Název se vyvíjel od variant Watscow (1307) a Baczkow (1458, 1636). Vznikl z osobního jména Baček, k němuž byla připojena přivlastňovací přípona ov.

## Historie
Obec Bačkov je vesnice, asi 3 km JZ od městečka Habry a asi 6 km SV od Světlé nad Sázavou. Poprvé se připomíná roku 1317, kdy patřila klášteru Vilémov. Po husitských válkách byla ve vlastnictví světských majitelů a naležela k panství Světlá nad Sázavou. Roku 1667 za Buriana z Valdštejna si však majetek rozebrali věřitelé a Bačkov se stal samostatným panstvím.
Od 1. července 1985 do 23. listopadu 1990 byla vesnice součástí města Habry a od 24. listopadu 1990 je opět samostatnou obcí.

## Obecní správa a politika
V letech 2006–2010 působil jako starosta Miloslav Karel, od roku 2010 tuto funkci vykonává František Bárta.

## Obyvatelstvo
| Rok            | 1869 | 1880 | 1890 | 1900 | 1910 | 1921 | 1930 | 1950 | 1961 | 1970 | 1980 | 1991 | 2001 | 2011 | 2021 |
| -------------- | ---- | ---- | ---- | ---- | ---- | ---- | ---- | ---- | ---- | ---- | ---- | ---- | ---- | ---- | ---- |
| Počet obyvatel | 235  | 245  | 271  | 243  | 277  | 272  | 245  | 171  | 130  | 141  | 176  | 147  | 149  | 126  | 121  |
| Počet domů     | 43   | 44   | 38   | 47   | 37   | 36   | 40   | 41   | 39   | 38   | 39   | 41   | 40   | 39   | 36   |

## Znak a vlajka
Právo užívat znak a vlajku bylo obci uděleno rozhodnutím Poslanecké sněmovny Parlamentu České republiky dne 21. září 2005. V černo-stříbrno-červeně děleném štítě znaku se nachází pět (2,2,1) hvězd, nahoře a dole zlaté, uprostřed modré. Vlajku tvoří tři vodorovné pruhy, černý, bílý a červený, s pěti šesticípými hvězdami (2,2,1), v černém a červeném pruhu žlutými, v bílém modrými. Poměr šířky k délce listu je 2 : 3.

## Pamětihodnosti
Od konce 18. století stál v obci zámek Bačkov, pozdně barokní patrová budova s mansardovou střechou, později užívaný JZD a zbořený roku 2011. V nejbližším okolí vesnice je při cestě do Habrů kaple sv. Jana Nepomuckého se sochou světce z 18. století a při cestě do Zboží kaple sv. Josefa z počátku 19. století.

### Zaniklé stavby
- Větrný mlýn